# باشگاه فوتبال ویسل کوبه
ویسل کوبه (به ژاپنی: ヴィッセル神戸) یک باشگاه فوتبال در شهر کوبه، استان هیوگو، واقع در کشور ژاپن است. این باشگاه در سال ۱۹۶۶ میلادی بنیان‌گذاری شد. که در جی‌لیگ بازی می‌کند. باشگاه ویسل کوبه سابقه دو قهرمانی در  جی لیگ در سال های ۲۰۲۳ و ۲۰۲۴ را دارد. همچنین سابقه قهرمانی در جام حذفی ژاپن ( یک قهرمانی) و قهرمانی در سوپر جام ژاپن(یک قهرمانی ) را نیز دارد.همچنین این تیم در لیگ قهرمانان اسیا ۲۰۲۰ به مرحله نیمه نهایی صعود کرد.

## بازیکنان برجسته
- آندرس اینیستا
- داوید ویا
- بویان کرکیچ
- سرجی سمپر
- توماس فرمالن
- خوان ماتا
- بیسمارک برافاریا
- روجر ماچادو مارکز
- اوسیس
- میشل لادروپ
- بودیمیر وویاچیچ
- توماس بیکل
- زیاد تلمسانی
- ایلهان مانسیزورمایلن
- هوتارو یاماگوچی
- یوشینوری موتو
- یوسوکه ایدگوچی
- یویا اوزاکا
- گوتوکو ساکای

## باشگاه‌های وابسته
- چونبوری